# Alhfrith de Deira
Alcfrido fue un Rey de Deira desde 656 hasta su fallecimiento, que ocurrió en el año 664. Pero más que rey, Alcfrido fue gobernador de Deira, ya que Deira estaba unificada bajo Northumbria. Fue hijo de Oswiu, rey de Northumbria, y de Rianfelta (Riemmelta), princesa de Rheged del Norte. Su hijo fue Osric.